# إرنست كريس
إرنست كريس (بالإنجليزية: Ernst Kris)‏ (و. 1900 – 1957 م) هو مؤرخ الفن، وعالم نفس، ومؤرخ، وعالم اجتماع من الولايات المتحدة، والنمسا، ولد في فيينا، توفي في نيويورك، عن عمر يناهز 57 عاماً.

## التعليم
تعلم في جامعة فيينا.

## روابط خارجية
- إرنست كريس على موقع الموسوعة البريطانية (الإنجليزية)